# Pseudochalcia shugnana
Pseudochalcia shugnana är en fjärilsart som beskrevs av Leo Andrejewitsch Sheljuzhko 1929. Pseudochalcia shugnana ingår i släktet Pseudochalcia och familjen nattflyn. Inga underarter finns listade i Catalogue of Life.